# Victor Burq
Jean Antoine Victor Burq, né le 8 juillet 1822 à Rodez et mort le 12 août 1884 au lieu-dit « l’Abbaye aux Bois » dans la commune de Bièvres,, est un médecin français connu pour ses travaux sur la métallothérapie et la métalloscopie.
En 1876, les médecins Jean-Martin Charcot, Jules Bernard Luys et Victor (Alphonse Amédée) Dumontpallier sont membres d'une commission nommée par Claude Bernard, alors président de la Société de Biologie, pour étudier les expériences de métallothérapie, méthode de traitement utilisant les métaux par voie interne ou externe dont Burq est l'inventeur. Ils parlent de Burquisme à propos des méthodes promues par Burq.

## Elément de biographie
Victor Burq vit durant l'âge d'or des travaux de recherche sur l'hystérie et l'hypnose, notamment conduits par Jean-Martin Charcot en France. Burq est mesmériste.
Après les découvertes et expériences faites au siècle précédent, notamment par Pierre-Nicolas Bertholon de Saint-Lazare sur les effets de l'électricité sur le corps humain, l'animal et les plantes ; les aimants et les métaux intriguent aussi le monde médical. 
En 1876, il invite la Société de biologie parisienne (crée en 1848) à établir formellement la validité de son traitement dit de « métallothérapie » (qui sera ensuite renommé  « métalloscopie ») contre l'hystérie. 
Charcot lui-même participera à l'enquête qui sera alors conduite sur les travaux de Burq. Cette enquête sera menée avec deux autres neurologues français, alors très estimés : Amédée Dumontpallier et Jules Bernard Luys,. 
Un siècle plus tard environ (en 1988), Anne Harrington de l'Université d'Oxford estime rétrospectivement que Burq « a servi de catalyseur majeur en suscitant l'intérêt du grand neurologue pour l'hypnose en premier lieu, et a été responsable par la suite de plusieurs de ses croyances clés sur le lien physiologique sous-jacent entre l'hypnose et l'hystérie ». 

J.M Charcot s'est intéressé à la métallothérapie et avec ses collègues il a cru avoir découvert un « transfert » métalloscopique. 
Anne Harrington montre comment les premières recherches sur la métalloscopie, puis ce pseudo-transfert métalloscopique a ensuite permis le développement d'« une branche néo-mesmérique, et de plus en plus occulte, de la recherche sur l'hypnose au sein de la psychiatrie en France, qui jusqu'à présent, dans la littérature secondaire, est restée presque totalement ignorée ».

## Œuvres
- Note sur l'emploi des armatures métalliques contre les accidents nerveux du choléra, Malteste, 1849
- De l'anesthésie et de l'amyosthésie, au point de vue des symptômes, de la marche, de l'étiologie, du diagnostic et du traitement de quelques affections nerveuses en général, et de l'hystérie en particulier, Rignoux, 1851
- Métallothérapie, traitement des maladies nerveuses, paralysies, rhumatisme chronique, spasmes... par les applications métalliques, G. Baillière, 1853
- Métallothérapie: Nouveau traitement par les applications metalliques, G. Baillière, 1853
- Choléra, préservation et traitement par les métaux..., G. Baillière, 1853
- Mémoire sur l'action préservatrice et curative du cuivre dans le choléra, historique de la découverte des propriétés anticholériques de ce métal, G. Baillière, 1865
- Métallothérapie: du cuivre contre le choléra au point de vue prophylactique et curatif, G. Baillière, 1867
- Choléra; de l'immunité acquise par les ouvriers en cuivre : par rapport au choléra, enquêtes faites à ce sujet en France et en Italie; préservation et traitement par les armatures et les sels de cuivre, observations et expériences depuis 1849, G. Baillière, 1867
- Appendice: nouveaux faits qui se sont produits en 1866 : Expériences sur les cholériques de l'Hôtel-Dieu, J. CLaye, 1867
- Métallothérapie: du cuivre contre le choléra au point de vue prophylactique et curatif : rapport officiel de M. le Dr. Vernois sur l'immunité cholérique des ouvriers en cuivre, G. Baillière, 1871
- Métallothérapie: traitement des maladies nerveuses, paralysies, hystérie... par les métaux et les eaux minérales qui en contiennent, G. Baillière, 1871
- De la gymnastique pulmonaire contre la phtisie: influence bienfaisante de la déclamation, du chant et du jeu, des instruments à vent ou bien des inhalations forcées ; effets désastreux du mutisme et du silence sur les organes respiratoires, G. Baillière, 1875
- La métallothérapie dans le service de M. le professeur Verneuil à l'Hôpital Lariboisière, Cusset, 1877
- La métallothérapie à Vichy contre le diabète et la cachexie alcaline, Delahaye, 1881
- La métallothérapie devant le Lyon médical, le Bulletin de thérapeutique et la médecine officielle pendant trente années: revendications et négations: avant projet d'une institution scientifique libre basée sur le suffrage de tous les intéressés, Delahaye et Lecrosnier, 1881
- Des origines de la métallothérapie: part qui doit être faite au magnétisme animal dans sa découverte : le Burquisme et le Perkinisme, Delahaye et Lecrosnier, 1882
- Métallothérapie: hystérie... guérison rapide par l'aluminium avec la collaboration de Jules Moricourt, A. Levy, 1883
- Du cuivre contre le choléra et la fièvre typhoi͏̈de : préservation et traitement, Delahaye et Lecrosnier, 1884
- Antiseptiques et maladies infectieuses: Du cuivre contre le choléra et la fièvre typhoïde, préservation et traitement, Delahaye et Lecrosnier, 1884